# Parti colorado (Uruguay)
Ne doit pas être confondu avec Parti colorado (Paraguay).
Le Parti colorado (Partido Colorado en espagnol) est un parti politique uruguayen. Il fut créé en 1836 par Fructuoso Rivera. Il est un parti à dominante libérale et l'un des deux partis traditionnels de l'Uruguay, avec le Parti national. Membre de la COPPPAL, il est, comme le Parti national, traversé de tendances diverses, rassemblant ainsi des personnalités allant du centre-gauche jusqu'à l'extrême-droite.

## Histoire

### La création du parti

Drapeau du Parti colorado.

Les origines du parti remontent, comme pour le parti Blanco, à la création de l'Uruguay. À la suite des divers désaccords entre Manuel Oribe et Fructuoso Rivera, les deux généraux créèrent leurs partis en 1836 alors que leurs groupes de partisans étaient totalement opposés.

### La grande guerre
Quand éclata la grande guerre en 1839, chacun des deux partis représentait environ la moitié de la population uruguayenne. Les deux partis ne pouvaient pas cohabiter, les désaccords initiaux entre Oribe et Rivera s'étant peu à peu transformés en haine réciproque. Les deux partis furent donc les principaux protagonistes de la guerre et leurs partisans en furent les soldats, comme pour la bataille de Carpintería.

### Une continuité dans le pouvoir
Jusqu'en 1890, le pouvoir détenu par les Colorados se fondait très souvent sur des coups d'État initiés par des militaires, mais ensuite les présidents civils se succédèrent démocratiquement ; et là encore, même si les Blancos participaient parfois aux gouvernements, la majorité des élections était gagnée par les Colorados.

### Le premier batllisme
Ce fut réellement José Batlle y Ordoñez (1856-1929) qui détermina la voie politique du parti et, plus largement, l'histoire de l'Uruguay, en créant le « batllisme ». En 1903, quand il fut élu, il mit en place un programme de réformes sociales et économiques, engageant l'Uruguay vers la construction d'un « État-providence » (ou État assuranciel) laïque, comparable aux pays nordiques. Par ailleurs, il démocratisa le pouvoir, permettant un certain niveau de participation aux Blancos au pouvoir, au moins dans les départements. Ce programme entraîna l'adhésion et le soutien électoral de la classe moyenne de Montevideo. Au milieu des années 1910, l'ancien ministre de l'Intérieur de Batlle, Pedro Manini Ríos (es), mena une tendance, le riverismo (es), opposée au batllisme au sujet de la réforme constitutionnelle. Jorge Pacheco Areco, président de 1967 à 1972, appartiendra à ce secteur. D'autres libéraux font défection et rejoignent les conservateurs.
En 1916, après la défaite historique de Battle aux élections, son successeur colorado, Feliciano Viera, décréta un terme aux réformes, affirmant que « la conciliation du capital et du travail » était achevée, et que les Colorados n'avaient pas l'intention d'aller vers la construction du socialisme.
Le parti se divisa ainsi entre une aile gauche qui voulait aller plus loin dans les réformes de Batlle et une aile droite qui considéra ces mêmes idées comme un maximum à ne pas dépasser.

### Des années 1930 aux années 1950
Après le coup d'État de mars 1933, le colorado Gabriel Terra instaura une dictature fascisante, tout en réformant la Constitution, accordant des sièges au Sénat ainsi que des portefeuilles ministériels aux deux plus gros partis, c'est-à-dire le colorado marzista (soutenant le coup d'État de mars, en particulier le riverismo (es)) et l'herrerisme blanco. Après les réformes d'Alfredo Baldomir, qui rétablit progressivement la démocratie à partir de 1938, les colorados s'éloignèrent de l'herrerisme et se rapprochèrent à nouveau du batllisme. Aux élections de 1942, le Parti colorado présenta ainsi les candidatures de Juan José de Amézaga à la présidence et d'Alberto Guani, ministre des Affaires étrangères de Baldomir et fervent supporteur du rapprochement avec les puissances alliées dans la guerre contre l'axe Rome-Berlin-Tokyo. Amézaga inclut des blancos dans son gouvernement, dont le ministre des Affaires étrangères Eduardo Rodríguez Larreta (nationaliste indépendant), également en faveur de l'alignement sur Washington contre l'Axe.
Les colorados furent victorieux, Amézaga étant investi en mars 1943 et rétablissant les libertés civiles, instaurant par ailleurs les congés payés et déclarant tardivement (février 1945) la guerre à l'Axe. Le batllisme se rapprocha alors de plus en plus des sphères dirigeantes, devenant progressivement de plus en plus important au sein du Parti colorado, jusqu'à sa victoire aux élections de 1946, lorsque triompha sa formule, Tomás Berreta-Luis Batlle Berres. Le batllisme était toutefois divisé à cette époque, Luis Batlle dirigeant la liste 15, social-démocrate, à laquelle s'opposait les conservateurs de la liste 14 (Vanguardia Batllista), les Batlle Pacheco, fils de José Batlle y Ordoñez.
Le Parti blanco, contrôlé par l'herrerisme, devint alors la principale force d'opposition, jusqu'à 1951, date à laquelle le batllisme négocia avec l'herrerisme une réforme constitutionnelle, qui institua le Conseil national du gouvernement, une direction collégiale de l'exécutif qui réservait trois sièges à la minorité, et qui resta en vigueur jusqu'en 1967.

### 1966-1985: du pachéquisme à la dictature
En 1966, la formule colorada Óscar Diego Gestido-Jorge Pacheco Areco remporta les élections, et Pacheco Areco devint président l'année suivante à la suite de la mort de Diego Gestido. Soutenu au Parlement par la liste 15 de Jorge Batlle, il instaura dès juin 1968 un gouvernement autoritaire, faisant usage de façon réitérée aux medidas prontas de seguridad (es) (mesures d'exception), tout en réussissant à réduire de façon importante l'inflation en mettant en place un contrôle rigoureux des prix et des salaires.
La crise touchait toutefois fortement l'Uruguay, et lors des élections générales de 1971, les deux partis traditionnels virent se lever une troisième force, le Front large, réunissant du Parti démocrate chrétien au Parti communiste. Tentant sans succès de modifier la Constitution par plébiscite, afin de permettre la prorogation du mandat de Pacheco Areco, le dauphin du président sortant, Juan María Bordaberry, fut toutefois élu, avec Jorge Sapelli comme colistier, dans un contexte de fraudes aggravées.
La liste 15 (batlliste) présenta Jorge Batlle, avec comme colistier Renán Rodríguez, tandis qu'un troisième courant, plus centriste, présenta Amílcar Vasconcellos et Manuel Flores Mora. Par ailleurs, deux colorados, Zelmar Michelini et Hugo Batalla créèrent un courant autonome, Pour le gouvernement du peuple (Por el gobierno del Pueblo), d'orientation social-démocrate, qui finit par se séparer entièrement des colorados en 1971, rejoignant le Front large. Connue sous le nom de liste 99, le groupe s'est scindé dans les années 1990, et ses principaux dirigeants, derrière Battalla (Michelini ayant été assassiné en mai 1976 à Buenos Aires dans le cadre de l'opération Condor), ont rejoint à nouveau le parti historique de gouvernement.
Après le coup d'État de juin 1973, l'armée conserva en place Bordaberry, qui devint le chef d'État de la nouvelle dictature militaire (1973-1985).

## Élections de 2009
Pedro Bordaberry, représentant de la tendance Vamos Uruguay et fils de l'ancien dictateur Juan María Bordaberry, remporta l'élection primaire de juin 2009 avec plus de 71 % des voix, devançant largement l'ancien ministre de l'Éducation José Amorín Batlle qui représentait l'historique liste 15 et n'obtint que 14,79 % des voix du parti. Foro Batllista, tendance majoritaire du parti aux élections de 1994 et dirigée par l'ancien président Julio María Sanguinetti, n'obtint que 12,05 % des voix du parti avec la précandidature de Luis Hierro López. Le colistier de Bordaberry pour l'élection présidentielle de 2009 fut l'ancien footballeur Hugo de León. Daniel Lamas, ancien député du Courant batlliste indépendant, et qui se définit comme de centre-gauche, n'obtint guère que 0,87 % des voix lors de ces primaires.
Avec un peu plus de 17 % des voix aux élections générales d'octobre 2009, les colorados arrivent troisième après le Parti blanco et le Front large, ce qui leur donne 17 députés (sur 99) et 5 sénateurs (sur 30). Trois de ces sénateurs appartiennent à la liste 10 (Vamos Uruguay): il s'agit de Pedro Bordaberry, de Germán Coutiño et d'Ope Pasquet. Les deux autres, José Amorín Batlle et Tabaré Viera, sont membres de Propuesta Batllista, qui regroupe la liste 15 et le Foro Battlista.